# Filippa Idéhn
Filippa Idéhn (* 15. August 1990 in Jönköping) ist eine schwedische Handballspielerin, die dem Kader der schwedischen Nationalmannschaft angehört.

## Karriere
Filippa Idéhn begann im Alter von 12 Jahren das Handballspielen bei IK Cyrus. In der Saison 2007/08 stand die Torhüterin im Tor von IF Hallby HK, dessen Mannschaft in der Division 2 antrat. In der darauffolgenden Spielzeit lief sie für Sävsjö HF in der Division 1 auf. 2009 unterschrieb Idéhn einen Vertrag beim Erstligisten Spårvägens HF. Drei Jahre später schloss sie sich dem schwedischen Spitzenverein IK Sävehof an. Mit Sävehof gewann sie 2013, 2014 und 2015 die Meisterschaft. Ab dem Sommer 2015 lief sie für den dänischen Erstligisten Team Esbjerg auf. 2016 gewann sie die dänische Meisterschaft. Ab der Saison 2017/18 stand sie beim französischen Verein Brest Bretagne Handball unter Vertrag. Im Sommer 2019 schloss sie sich dem dänischen Erstligisten Silkeborg-Voel KFUM an. Ein Jahr später wechselte sie zum rumänischen Erstligisten CS Minaur Baia Mare. Im Sommer 2021 kehrte sie zu Silkeborg-Voel KFUM zurück. Seit dem April 2023 pausiert sie aufgrund ihrer ersten Schwangerschaft. Nach der Spielzeit 2022/23 wechselte sie zu Ikast Håndbold.
Filippa Idéhn bestritt 131 Partien für Schweden. Bei der Europameisterschaft 2014 gewann sie mit Schweden die Bronzemedaille. Sie nahm an den Olympischen Spielen 2016 in Rio de Janeiro teil.

## Sonstiges
Ihr Markenzeichen ist, dass sie in kurzen Hosen im Tor steht.